# 自由星球
自由星球（英語：Freedom Planet）是一款2D平台游戏，由遊戲設計師薩布麗娜·迪杜羅（Sabrina DiDuro）與其獨立開發團隊GalaxyTrail製作，於2014年正式推出。續作《自由星球 2》於2015年底宣布，並於2022年9月13日在Windows上發布。

## 簡介
原作為《音速小子》系列的衍生同人作品開發，後來發展成獨立遊戲。雖然該遊戲是在丹麥和美國開發的，但其藝術風格深受東亞文化的影響，尤其是中國。遊戲世界中的大部分背景文字都是用漢字書寫的，遊戲標誌也部份使用了日語片假名，儘管遊戲最初並未支援日語版。除了背景深具中國風格外，其角色設計也是出自中國藝術家之手；當薩布麗娜·迪杜羅第一次嘗試為遊戲設計主角未果後，她透過藝術網站DeviantArt發現了中國繪師Ziyo Ling （页面存档备份，存于），並獲得了使用她的角色的許可。

### 主要角色
遊戲中有三個可玩角色：龍女塞西（Sash Lilac）、野貓卡洛（Carol Tea）和巴吉度獵犬米拉（Milla Basset）。除了用於攻擊對手的近戰動作外，每個角色都有自己獨特的能力，她們可以通過各種方式在關卡中移動。
熊貓李妮拉（Neera Li）在續作《自由星球 2》中成為第4名可操控角色。
| 名稱                     | 圖片 | 性別 | 種族             | 英語配音        | 簡介 |
| ------------------------ | ---- | ---- | ---------------- | --------------- | --- |
| Sash Lilac 塞西．里拉克  |      | 女   | 龍               | Dawn M. Bennett | 故事的女主角，水龍族末裔，由於混血造成聽障的關係而載著助聽器。富有正義感，為團隊的領導人物。 擅長空中衝刺。                                             |
| Carol Tea 卡洛·緹        |      | 女   | 野貓             | Amanda Lott     | 充滿活力的野貓，渴望冒險。個性衝動，容易惹上麻煩，但她對任何她認為是朋友的人都非常忠誠，並將塞西視為偶像。 擅長近戰+加速移動用的機車。                  |
| Milla Basset 米拉·巴塞特 |      | 女   | 狗（巴吉度獵犬） | Aimee Smith     | 個性害羞的獵犬，但當她敞開心扉時，她會顯露出她腳踏實地的天性和豐富多彩的想像力。可以用她的大耳朵和敏銳的嗅覺來追踪能量來源。 能產生幻影方塊及反彈護盾。 |
| Neera Li 李妮拉          |      | 女   | 熊貓             | Ashlyn Selich   | 熊貓冰霜騎士，可使用冷凍法杖使出冰霜術。於《自由星球 2》成為可操縱角色。                                                                                |

## 續作
《自由星球 2》由曾為前作繪製同人畫的中國設計師譚代山（筆名鈦山）擔任角色設計，創作新角色並重新設計大部分現有角色。

## 外部連結
- 官方网站（英文）